# Trivalvaria
Trivalvaria is een geslacht uit de familie Annonaceae. De soorten uit het geslacht komen voor in tropisch Azië en op het eiland Hainan.

## Soorten
- Trivalvaria argentea (Hook.f. & Thomson) J.Sinclair
- Trivalvaria carnosa (Teijsm. & Binn.) Scheff.
- Trivalvaria casseabriae Y.H.Tan, S.S.Zhou & B.Yang
- Trivalvaria costata (Hook.f. & Thomson) I.M.Turner
- Trivalvaria dubia (Kurz) J.Sinclair
- Trivalvaria kanjilalii D.Das
- Trivalvaria macrophylla (Blume) Miq.
- Trivalvaria nervosa (Hook.f. & Thomson) J.Sinclair
- Trivalvaria ochroleuca Chaowasku & D.M.Johnson
- Trivalvaria recurva Chaowasku & D.M.Johnson
- Trivalvaria rubra Y.H.Tan, S.S.Zhou & B.Yang
- Trivalvaria stenopetala Chaowasku & D.M.Johnson